# Oligota kauaiensis
Oligota kauaiensis är en skalbaggsart som beskrevs av Blackburn 1885. Oligota kauaiensis ingår i släktet Oligota och familjen kortvingar. Inga underarter finns listade i Catalogue of Life.